# The Sims Double Deluxe
The Sims Deluxe Edition blev udgivet i 2002 for Windows. Den omfattede kernespil; The Sims: Livin 'Large, og nogle eksklusivt indhold, herunder 25 + objekter og 50 + tøj valg. Den omfattede også The Sims Creator, et separat program, som kan bruges til at redigere og tilpasse Sim tøj. 
Selv om det blev frigivet efter The Sims: Vacation medtager det ikke nogle elementer, som blev indført i The Sims: Hot Date.